# Hemiramphus
Hemiramphus is een geslacht van straalvinnige vissen uit de familie van halfsnavelbekken (Hemiramphidae).
Er zijn 11 soorten:
- Hemiramphus archipelagicus Collette and Parin, 1978
- Hemiramphus balao Lesueur, 1821
- Hemiramphus bermudensis Collette, 1962
- Hemiramphus brasiliensis (Linnaeus, 1758)
- Hemiramphus convexus Weber & de Beaufort, 1922
- Hemiramphus depauperatus Lay and Bennett, 1839
- Hemiramphus far (Forsskål, 1775)
- Hemiramphus lutkei Valenciennes in Cuvier and Valenciennes, 1847
- Hemiramphus marginatus (Forsskål, 1775)
- Hemiramphus robustus Günther, 1866
- Hemiramphus saltator Gilbert and Starks, 1904